# ميخائيل إدواردز (عازف بيانو)
ميخائيل إدواردز (بالإنجليزية: Michael Edwards)‏ هو عازف بيانو أسترالي، ولد في 1974.

## وصلات خارجية
- الموقع الرسمي
- ميخائيل إدواردز على موقع IMDb (الإنجليزية)